# The World Ends with You
The World Ends With You, znana również w Japonii pod nazwą It's a Wonderful World (jap. すばらしきこのせかい Subarashiki Kono Sekai) – przygodowa gra akcji na konsolę Nintendo DS.
Gra została wydana przez firmę Square Enix na konsolę Nintendo DS w 2007 roku. W 2012 powstała wersja The World Ends With: You Solo Remix na oprogramowanie iOS, a w 2014 na Androida. W 2018 ukazała się wersja na konsolę Nintendo Switch pod tytułem The World Ends with You: Final Remix. Za wykonanie gry odpowiedzialny jest zespół, który stworzył między innymi grę Kingdom Hearts. Za projekt bohaterów odpowiedzialny jest Tetsuya Nomura, zaś za dodatkowe grafiki Gen Kobayashi.